# Peptide relié au gène de la calcitonine

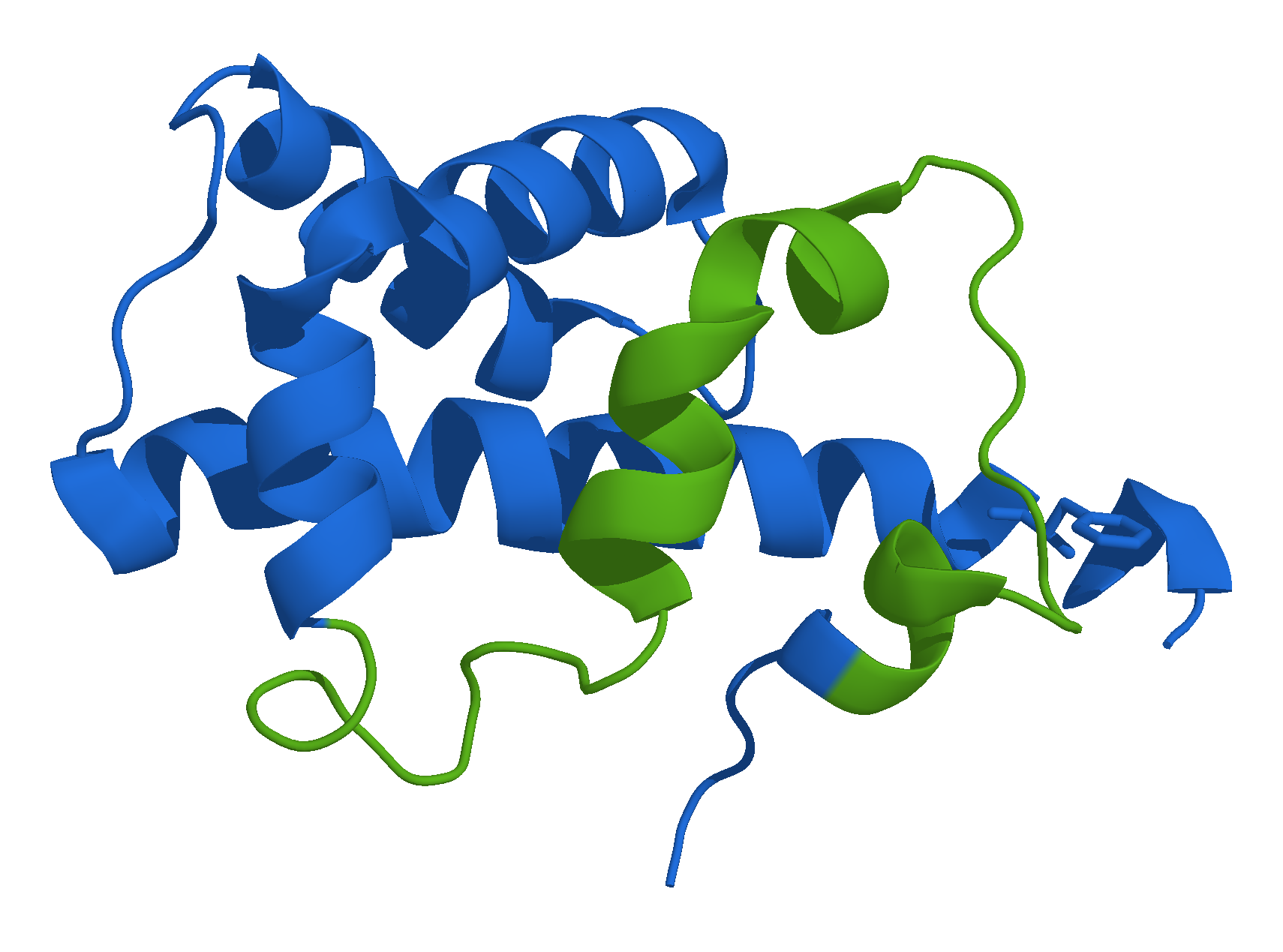
Représentation moléculaire 3D du PRGC

Le peptide relié au gène calcitonine (PRGC) (ou calcitonin gene-related peptide CGRP) est un des médiateurs de la douleur tout comme la substance P.

## Structure
Le peptide est composé de 37 acides aminés et est synthétisé par un épissage alternatif du gène de la calcitonine situé sur le chromosome 11 humain. Il en existe deux formes, dites alpha et bêta. Son récepteur est formé par l'association du calcitonin receptor-like receptor (en) (CALCRL)  et de la receptor activity-modifying protein (en) (RAMP).

## Rôle
Le premier relais de la transmission des informations nociceptives se trouve dans la corne dorsale de la moelle spinale. Le premier neurone des fibres Aδ et C libère dans l'espace synaptique de ce relais des neurotransmetteurs excitateurs (glutamate, aspartate) et des neuropeptides :
- PRCG ;
- substance P ;
- neurokinine A ;
- somatostatine ;
- cholécystokinine (CCK) ;
- peptide vasoactif intestinal (ou VIP de l'anglais Vasoactive Intestinal Peptide).

Son action est augmentée par la TRPA1 (en) (Transient Receptor Potential Ankyrin 1).
Il possède également une action vasodilatatrice et augmente la sensibilité à la douleur au niveau neuronal.
Elle est exprimée au niveau du ganglion trigéminal et est relarguée dans la circulation veineuse à ce niveau en cas de migraine.

## En médecine
Plusieurs molécules inhibant cette protéine sont en cours de développement dans le traitement de la migraine. Ils se fixent soit sur la molécule elle-même (eptinézumab, frémanézumab et galcanézumab), soit sur son récepteur (érénumab, famille des gépants: atogepant, rimégépant ou ubrogepant).
Ils constituent également une piste dans le traitement de la maladie d'Alzheimer.